# Imi Lichtenfeld
Emrich "Imi" Lichtenfeld (em hebraico Imi Sde-or) (Budapeste, Império Austro-Húngaro, 26 de maio de 1910 — Netânia, Israel, 9 de janeiro de 1998) foi um judeu-húngaro, mais tarde israelense, criador da arte marcial israelense para defesa pessoal, o Krav Maga.

## Biografia
Imi Lichtenfeld nasceu em 26 de maio de 1910 em Budapeste, centro do então Império Austro-Húngaro, porém cresceu em Bratislava, capital da atual Eslováquia.
Seu pai, Samuel Lichtenfeld, era chefe do serviço secreto local e instrutor de defesa pessoal e técnicas de imobilização da polícia secreta, condecorado e conhecido como o detetive que mais prendeu criminosos perigosos. Imi acompanhava seu pai, sugerindo movimentos e técnicas que, quando utilizadas pelos policiais, funcionavam com grande eficácia.
Seu tio era médico e isso garantia acesso aos livros e ao conhecimento sobre o corpo humano. Incentivado por seu pai, Imi começou a praticar várias modalidades de esportes e já em 1928-29 venceu vários campeonatos europeus de luta greco-romana e no mesmo ano tornou-se campeão de boxe. Na década seguinte, Imi concentrava-se na luta greco-romana como atleta e instrutor conquistando várias medalhas em competições nacionais e internacionais. Sua formação tinha como base a lei, a medicina e o esporte.
A partir de meados dos anos trinta a vida em Bratislava já não era a mesma. Pouco a pouco, grupos fascistas e anti-semitas ganhavam espaço e transformavam a vida do país. Confrontos de rua, perseguições e morte eram a nova realidade. Imi tornou-se líder de um grupo de resistência que lutava contra os grupos fascistas. Entre os anos 1936 e 40, participou de inúmeros e violentos confrontos, sozinho ou em equipe. Imi e seus companheiros enfrentaram centenas, milhares de inimigos em uma guerra cruel e desigual. Todos esses acontecimentos e vivências pessoais de Imi trouxeram como consequência o fortalecimento de seu corpo e espírito, preparando-o para os acontecimentos que ainda estavam por vir, e plantaram as sementes que germinaram resultando na criação do Krav Maga.
Em 1940, Imi deixou sua terra natal, família e amigos e ingressou na última embarcação que conseguiu escapar dos nazistas.
Não passava de uma simples balsa, chamada "Pentcho", que foi adaptada para conseguir transportar centenas de pessoas que deixavam a Europa rumo a Israel. As histórias desta balsa e seus passageiros ficaram famosas e são descritas no livro "A Odisséia", de John Birman.
A "odisseia" de Imi durou dois anos, onde, por várias vezes, pulou na água para salvar a vida de passageiros. Estas "aventuras" lhe causaram uma forte inflamação no ouvido que quase o levaram à morte. E após uma explosão no tanque de pressão da embarcação, que aconteceu ao lado das Ilhas Gregas, a sua ajuda foi requisitada e depois de quatro dias e noites de grande esforço, chegou à terra firme e então foi capturado e levado para a Alexandria em grave estado de saúde, onde se submeteu a várias cirurgias.
Recuperado, juntou-se ao exército checo que lutava ao lado do exército britânico e foi assim que Imi lutou no Oriente Médio, em combates na Líbia, Síria, Líbano e Egito. Até que em 1942, deu baixa no exército e recebeu licença para entrar em Israel, onde começaria uma nova fase de sua vida. A chegada ao Estado de Israel representou para Imi apenas mais um passo em sua trajetória, sem perceber, no entanto, que este "pequeno" passo iria ser um marco, que influenciaria e direcionaria toda a história do povo judeu no Estado de Israel.
Com a criação do Estado de Israel, Imi se alistou no Tzahal, tornando-se o instrutor chefe de preparo físico e Krav Maga; começando somente no exército e depois ampliando para a escola de preparo físico de todo IDF. Nos 20 anos seguintes, Imi aperfeiçoou sua técnica especial de defesa pessoal e combate corpo a corpo.
Treinou pessoalmente os melhores guerreiros dos melhores grupos de elite das forças armadas israelenses; pessoas que, com a técnica, habilidade e coragem mudaram o destino das operações e guerras que ali iriam acontecer. Saindo da ativa como instrutor do Tzahal, adaptou e adequou a técnica do Krav Maga para o mundo civil, tornando-o eficiente e acessível para todo e qualquer ser humano, o forte, o fraco, homem ou mulher, criança ou velho.
Para isto, abriu dois centros de treinamento, um na cidade de Tel Aviv e outro em Natanya. Neste processo de "abertura", selecionou um pequeno grupo entre os melhores alunos que iriam se tornar os responsáveis pelo Krav Maga no futuro.
Em 1978, fundou a Associação de Krav Maga em Israel.
Imi Lichtenfeld foi até seus últimos dias, assessor e conselheiro das forças armadas de Israel, além de treinar os faixas pretas mais graduados de Krav Maga e estar presente nos encontros e seminários de praticantes de todo o mundo que aconteciam em Israel, supervisionando e transmitindo pessoalmente suas experiências, descobertas e o significado prático de sua criação, o Krav Maga.
Em carta oficial de "Honra ao Mérito", o chefe do Estado Maior das forças armadas escreve que desde a época da Haganah e Palmah, passando por todos os anos do Tzahal, a capacidade de guerrear e o potencial pessoal de Imi, que foram os alicerces da qualidade do guerreiro israelense, e não houve ninguém mais responsável por este resultado, por esta conquista, que Imi Lichtenfeld.
Na mesma carta é dito que a qualidade do Krav Maga é resultado do valor humanitário de Imi que é estruturado na simplicidade, objetividade, autocontrole, segurança máxima no treinamento e no combate, honestidade e respeito para com o adversário, mesmo ele sendo um inimigo.
Em carta escrita pelo Ministro da Educação e Cultura, Zvulum Amer, é reconhecida a importância da preparação da juventude israelense para enfrentar a violência do dia a dia e, por este motivo, o Ministério da Educação apóia o ensino efetivo de Krav Maga em todas as escolas.
O Ministro então agradece a Imi pela criação de técnica tão eficiente, qualificada com o "mérito azul e branco". "Azul e branco" é um termo usado em Israel para pessoas que honram o país. Azul e branco são as cores da bandeira de Israel.
O Primeiro Ministro Yitzhak Rabin ZL declarou em carta que Imi Lichtenfeld é sinônimo de "tornar um soldado ou comandante israelense capaz", sendo estes "dois" uma parte em evidência do sucesso das operações do Tzahal.
A trajetória de Imi foi marcada com inúmeros conflitos, mas em todos eles, Imi sempre procurou o respeito pela vida humana. Para seus alunos, sempre tentou passar a sensação de família, a importância da verdade, a força do comprometimento.
Seus maiores compromissos foram firmados em simples conversas com xícaras de café na mão, na Cafeteria Hugati, onde, nos últimos 20 anos de sua vida, tomou suas mais importantes decisões, confiou aos seus alunos as mais importantes missões, e assim fez com que o Krav Maga se tornasse conhecido no mundo inteiro.
Para a tristeza de toda a família Krav Maga, Imi Lichtenfeld faleceu no dia 10 de Janeiro de 1998.
Mas sua obra vive. Seu sonho de vida atravessou fronteiras e já chegou a mais de 40 países. Aqueles que nunca o conheceram pessoalmente ou os horrores das guerras que ele enfrentou, abraçam seu caminho de vida. Suas palavras de sabedoria e simplicidade ainda são ditas nas salas de aula do mundo inteiro. A opção de ser autônomo, romper barreiras, de defender-se de qualquer ameaça; se ainda não sabe qual o caminho, conheça o Krav Maga.